# Galegeeska revoilii
Galegeeska revoilii é uma espécie de musaranho-elefante da família Macroscelididae. É endêmica da Somália, onde pode ser encontrada apenas na região costeira do norte.